# Røyken (localitate)
Røyken este o localitate din comuna Røyken, provincia Buskerud, Norvegia, cu o suprafață de 1,85 km² și o populație de 3.309 locuitori (2013).